# Ходжа (фильм)
«Ходжа» (азерб. Xoca) — военный фильм азербайджанского режиссёра, президента группы компаний ANS Вахид Мустафаев, снятый в 2012 году на киностудии Бакыфильм и посвящённый Ходжалинской резне. В фильме рассказывается о трагической судьбе двух любящих пар в годы Первой карабахской войны. «Ходжа» считается первым фильмом, снятым в жанре неоэкспрессионизма, а также первым полнометражным фильмом, отражающим в полном масштабе всю трагедию Ходжалы.

## Сюжет

Кадр из фильма

Двое молодых — Алекпер и Гюнель решают пожениться и подают заявление в ЗАГС. День свадьбы назначают на 25 февраля 1992 года, но вскоре офицера разведки Алекпера вызывают в город Ходжалы, в Карабах, где уже идёт война. Накануне свадьбы, готовясь вернуться в Баку, он выясняет, что город окружён армянскими силами. Перед ним встаёт выбор: вернуться в Баку, где его ждет его невеста Гюнель, или остаться с товарищами в городе и готовиться к бою…
Другая пара — боевой друг Алекпера Юра Чёрный (прототип — Национальный герой Азербайджана Юрий Ковалёв) и Мехрибан, обычная телеграфистка. Поначалу они относятся друг к другу холодно, но когда наступает время защиты родного края, в них просыпаются настоящие чувства друг к другу. В результате бомбёжки Ходжалы Мехрибан теряет дедушку и бабушку, после чего с оружием в руках встаёт на защиту родного города.

## Работа над фильмом
Автором идеи фильма, по словам режиссёра фильма Вахида Мустафаева, является его отец — Фуад Мустафаев. Съёмки фильма проводились в Баку и селе Бидеиз Шекинского района с ноября 2011 года по январь 2012 года. В съёмках фильма приняли участие около двух тысяч человек. Сообщается, что в фильме в точности показано военное снаряжение, использованное во время атаки на Ходжалы и его обороны, боеприпасы, а также тяжелая техника. Помимо этого в фильме были сняты солдаты и техника одной из воинских частей Национальной армии Азербайджана. Для участия в съёмках был приглашен офицер милиции, участник обороны Ходжалинского аэропорта Назим Гусейнов. В фильме также снялся режиссёр фильма Вахид Мустафаев. В период съёмок, Вахид Мустафаев организовал прохождение актёрами курсов обязательной военной подготовки.
Сообщается, что во время съёмок, трое человек из технического персонала подверглись обморожению и были госпитализированы. В силу туманных и ветреных погодных условий вертолёт, использованный во время съёмок, подвергался постоянному риску. Работа съемочной группы во главе с режиссёром продолжалась бесперерывно 75 ночей.
Главным продюсером фильма является вице-президент Группы компаний ANS Миршахин Агаев, художник — Меджид Алислам, художник по костюмам — Винус Абузари, главный оператор — Афшин Ализаде, звукорежиссёр — Киа Нерси, мастер по гриму — Джахан Имани.
В главных ролях снимались Ильгар Мусаев, Нигяр Бахадургызы, Эльмира Ягубова, Мина Советская, Азер Айдемир, а также заслуженный артист Азербайджана Тельман Алиев и Народная артистка Азербайджана Наджиба Гусейнова.

### В ролях
| Актёр             | Роль        |
| ----------------- | ----------- |
| Ильгар Мусаев     | Алекпер     |
| Нигяр Бахадургызы | Гюнель      |
| Тельман Алиев     | отец Гюнель |
| Наджиба Гусейнова | мать Гюнель |
| Азер Айдемир      | Юра Чёрный  |
| Мина Советская    | Мехрибан    |

### Саундтрек
Саундтрек к фильму, написанный и исполненный певицей Мина, называется «Давайте вернемся домой» (азерб. Gəlin dönək evə). В клипе песни использованы кадры из фильма. Эта песня стала победителем конкурса патриотической песни, объявленного радиостанцией ANS ЧM в связи с днём рождения Чингиза Мустафаева. Сама певица сыграла в фильме одну из главных ролей.

## Премьера и отзывы
Презентация фильма для СМИ состоялась 23 февраля 2012 года в Баку в кинотеатре «Низами». В презентации фильма приняли участие режиссёр и автор сценария картины Вахид Мустафаев, вице-президенты Группы компаний ANS Миршахин Агаев и Сейфулла Мустафаев. Среди гостей, участвовавших в просмотре были заведующий общественно-политическим отделом Администрации президента Али Гасанов, заведующий отделом по вопросам законодательства и правовой экспертизы администрации президента Азербайджана Шахин Алиев, заместитель министра связи и информационных технологий — Эльмир Велизаде, омбудсман Эльмира Сулейманова, группа депутатов Милли меджлиса, председатель Союза писателей Анар, народный писатель Чингиз Абдуллаев, народный артист Алибаба Мамедов, народная артистка Амалия Панахова, народный художник Агали Мамедов и ряд других общественных и политических деятелей. На пресс-конференция Вахид Мустафаев заявил:
«Ходжа» не следует смотреть, как на фильм о войне. В этом фильме повествуется о борьбе между любовью и ненавистью. Этим фильмом мы хотели показать молодому поколению, что Ходжалы не был сдан без боя. Я искренне благодарен всему творческому составу и съемочной бригаде.
Чингиз Абдуллаев поздравил режиссёра, назвав фильм Ходжа настоящим профессиональным азербайджанским фильмом.
Иранский профессиональный режиссёр Месуд Бахмани сказал:
В фильме «Ходжа» чётко показана ненависть в душе людей к войне. Вместе с тем радует то обстоятельство, что люди способны и на хорошие дела. И в большинстве своем это творческие натуры. Могу точно сказать, что среди деятелей искусства Вахид Мустафаев занимает одно из видных мест. Он в очередной раз доказал это своим фильмом «Ходжа» и прекрасно показал ненависть к войне.
Народная артистка Азербайджана Амалия Панахова заявила:
Фильм «Ходжа» очень сильно повлиял на нас. Мы вновь пережили эти волнительные, трагические дни. Этот фильм, снятый в «Бакыфильме» Вахидом Нахышом, очень важен. Фильм «Ходжа» сыграет большую роль, будь то, в воссоздании в нашей памяти всех событий, в воспитании молодого поколения в патриотическом духе, или же наглядном представлении нашего врага. Когда мы смотрим этот фильм, мы в очередной раз видим свои ошибки. Мы видим, как история повторяется в очередной раз. И мы в очередной раз оцениваем кто есть друг и кто враг. Этот фильм станет уроком для молодых людей. Этот фильм еще раз расскроет миру правду об истории Азербайджана. Потому что культура, особенно кино, является очень мощным инструментом. Если перевести «Ходжа» на несколько языков, то, возможно, фильм займет место среди жемчужин мирового кинематографа.
Показ фильма во всех кинотеатрах Азербайджана начался 26 февраля 2012. Показ этой кинокартины кроме Баку состоялся и в других городах Азербайджана: в Нахичеване, Гяндже, Евлахе, Мингечауре. Отмечается, что просмотр фильма прошёл в Азербайджане с успехом.
Председатель союза писателей Азербайджана, писатель Анар сказал о фильме следующее:
Мне очень понравился фильм президента ANS Вахида Мустафаева «Ходжа» и фильма Эльхана Джафарова «Град». Оба фильма в уровневом плане что-то могут донести до общества.
Однако, кинорежиссёр Эльданиз Гулиев отрицательно отозвался о фильме, назвав его фильмом низкого уровня.
Кинорежиссёр Джамиль Гулиев же отметил, что фильм «Ходжа» является очень интересным и заслуживающим внимания фильмом, и что съёмками этого фильма был сделан своевременный шаг в патриотической, карабахской теме.
Киновед, заслуженный работник культуры Азербайджана Айдын Кязимзаде посчитал название фильма удачным и заявил, что как бы не был снят фильм, он считает его удачным.
В ноябре 2012 года депутат парламента Фазиль Мустафа выразил отношение агрессивным мнениям, озвученным в отношении фильма:
Этот фильм был продемонстрирован в ряде стран мира, до разноцелевой аудитории которых были доведены азербайджанские реалии. Стремятся принизить усилия человека в этом направлении. Это ошибочный подход. Словно на одном фланге сидит одна группа людей, а на другом - представители другой нации, которые постоянно пытаются очернить все хорошие, благородные шаги. Что здесь сделано плохого? Когда снимается фильм о другом укладе жизни, говорят, что это противоречит национальному менталитету. Снят фильм о трагедии нашего народа, что здесь плохого?
Ректор Музыкальной академии народный артист Фархад Бадалбейли считает, что фильм «Ходжа» пропагандирует гуманизм, повествует о горькой судьбе простых людей. Аналогичного мнения придерживается также председатель Союза композиторов Франгиз Ализаде.

## Фестивали и показы

Афиша фильма на 35-м Каирском международном кинофестивале

В апреле 2012 стало известно, что авторы фильма через Тбилиси отослали киноленту жюри Международного ереванского кинофестиваля «Золотой абрикос». Но вскоре в «Бакыфильм» поступило письмо, где было отмечено, что жюри кинофестиваля отказалось включить фильм в конкурсную программу. После распространения информации о недопущении фильма «Ходжа» на фестиваль в Ереване, в студию ANS поступили многочисленные звонки от известных представителей общественности, среди которых были председатель Союза писателей Анар, народный писатель Чингиз Абдуллаев, председатель Союза композиторов Франгиз Ализаде, народный артист Эльдар Кулиев, народная артистка Хураман Гасымова и др.
7 октября 2012 года фильм был показан на 49-м международном кинофестивале «Золотой апельсин» в Анталье. Фильм был представлен зрителям в кинотеатре «Аксин Плаза». Среди зрителей наряду с гражданами Турции присутствовал почётный консул Белоруссии в Анталии и граждане Азербайджана. Отмечается, что демонстрация фильма прошла с аншлагом.
29 ноября 2012 фильм был продемонстрирован на 35-м Каирском международном кинофестивале.
Фильм «Ходжа» также принял участие в 31-м международном кинофестивале «Фаджр» в Иране.
31 марта 2013 года фильм Ходжа был показан в Москве, в кинотеатре «Художественный». Мероприятие было приурочено ко Дню геноцида азербайджанцев и состоялось по инициативе Посольства Азербайджанской Республики в Российской Федерации. На показе присутствовали представители посольства, Всероссийского Азербайджанского Конгресса, Азербайджанского молодёжного объединения России. Вечер открыл посол Азербайджана в России Полад Бюльбюль-оглы.
По заявлению режиссёра фильма Вахида Мустафаева, фильм приглашён на фестиваль в Аддис-Абебе.

## Обвинения в плагиате
Азербайджанские сайты minval.az и musavat.com провели расследование, сравнив два эпизода из фильма «Ходжа» и российского фильма Брестская крепость, снятого кинокомпанией Централ Партнершип. В результате этого расследования они пришли к выводу, что в случае с этими сценами имел место плагиат, что в азербайджанском фильме зеркально повторяются тексты и сцены из российского фильма, а в песне к фильму — слова из песни группы «Аквариум» «Поезд в огне». Как отмечает AzeriToday, расследование «вызвало в обществе эффект разорвавшейся бомбы». Особую остроту ситуации придал тот факт, что фильм «Брестская крепость» продюсировал этнический армянин Дишдишян. Наличие плагиата подтвердили опрошенные AzeriToday эксперты, в частности писатель и киносценарист Рахман Рафикоглы, режиссёр Самир Керимоглу, культуролог, Эльмир Мирзоев. Фарид Алиев, артист кино, солист оперного театра, был более категоричен:
Это не плагиат, это снятая один к одному копия.
Рустам Шафиев, исполнительный продюсер «Нариманфильм», посчитал, что имел место не плагиат, а использование типичных для разных фильмов схожих сцен
.
В ответ на обвинения режиссёр фильма «Ходжа» Вахид Мустафаев заявил, что схожесть некоторых сцен не означает, что они заимствованы из других фильмов. Также Мустафаев заявил, что намерен подать иск за моральный ущерб, нанесенный киностудии и создателям фильма.